# Dominic Dobson
Dominic Dobson (Stuttgart, 14 de setembro de 1957) é um ex-automobilista alemão radicado nos Estados Unidos.
Disputou 57 corridas pela extinta CART (futura Champ Car) entre 1985 e 1994, quando se aposentou. Retornaria às pistas em 1995, pela PacWest Racing, com o objetivo de tentar se classificar para as 500 Milhas de Indianápolis, mas não foi bem-sucedido e penduraria oficialmente o capacete após a prova. Além da PacWest, Dobson pilotou para Leader Card, Dobson Motorsports, Dale Coyne, Bayside Disposal Racing e Burns Racing. Marcou, no total, 58 pontos, e conquistou um pódio, no GP de Michigan.
Dobson também correu nas 24 Horas de Le Mans (não completou a prova de 1989, única dele na carreira) e na NASCAR Craftsman Truck Series, sem muito sucesso.